# Битва при Эшдауне
Битва при Эшдауне (англ. Battle of Ashdown) — сражение, произошедшее примерно 8 января 871 года, результатом которой стала победа западных саксов над армией датских викингов.

## Предыстория
К 870 году викинги завоевали два из четырех англо-саксонских королевств — Нортумбрию и Восточную Англию. В конце 870 года они предприняли попытку завоевать Уэссекс и двинулись из Восточной Англии в Рединг, прибыв туда примерно 28 декабря. Через три дня после своего прибытия они снарядили большой отряд фуражиров, который был разбит отрядом местных ополченцев под командованием Этельвульфа, олдормена Беркшира, в битве при Энглфилде. Однако, всего четыре дня спустя основные силы западно-саксонской армии под командованием Этельреда и Альфреда потерпели поражение в битве при Рединге.

## Ход сражения
Четыре дня спустя, примерно 8 января, армии снова сражались у Эшдауна. Западных саксов возглавлял король Этельред I и его младший брат, будущий король Альфред Великий, а командирами викингов были Багсекг и Хальфдан.
Викинги первыми прибыли на поле битвы и развернулись вдоль вершины хребта, что дало им преимущество. Они разделили свои силы на два отряда, один под командованием своих королей, Багсека и Хальфдана, другой под началом своих графов. Когда западные саксы услышали об этом от своих разведчиков, они решили скопировать построение, с Этельредом лицом к лицу с королями и Альфредом с графами. Затем король удалился в свою палатку, чтобы послушать мессу, а Альфред повёл войска на поле битвы. Обе стороны построили свои силы в стенах щитов.
Король Этельред I никак не хотел начинать сражение, пока не закончится обедня и торжественное богослужение. Около пяти часов Альфред находился на коне во главе войска и сдерживал его, рискуя быть обойденным с флангов и сокрушенным всей датской армией. Наконец, появился король и дал сигнал к началу сражения. Исход долгой и кровавой битвы решила отвага Альфреда, и западные саксы одержали победу.
Хотя и «Англосаксонская хроника», и Ассер подчеркивают роль Альфреда в победе, по мнению Ричарда Абельса, решающей была атака Этельреда, который присоединился к битве в самом конце, возможно, все это время выжидая для того, чтобы застать викингов врасплох ударом с тыла.
Датчане понесли тяжёлые потери, в том числе были убиты король Багсек и пять графов: Сидрок Старый, Сидрок Младший, Осберн, Френа и Гарольд. Западные саксы преследовали убегающих викингов до наступления темноты, убивая их. Однако победа оказалась недолгой, так как за ней последовали два поражения — при Базинге и Мертоне. Вскоре после Пасхи, которая выпала на 15 апреля того же года, Этельред умер от ран, полученных в битве при Мертоне, и ему наследовал Альфред.

## Историография
Битва описана в «Англосаксонской хронике» и «Жизни короля Альфреда» Ассера.
Местонахождение Эшдауна неизвестно, но это может быть Кингстандинг-Хилл в Беркшире или возле Старвелла, недалеко к северу от деревни Олдворт и к юго-востоку от Лоубери-Хилл.
Битву при Эшдауне можно датировать, потому что епископ Хеамунд Шерборнский погиб в битве при Мертоне, и известно, что он умер 22 марта 871 года. Англосаксонская хроника сообщает, что битва при Бейсинге произошла двумя месяцами ранее, датируя ее 22 января, Эшдаун четырнадцатью днями ранее, 8 января, Рединг четырьмя днями ранее, 4 января, Энглфилд еще четырьмя днями ранее, 31 декабря 870 года, и прибытие викингов в Рединг тремя днями ранее, 28 декабря. Однако, поскольку двухмесячный интервал между Мертоном и Басингом, вероятно, не является точным, более ранние даты являются приблизительными.